# Joanne Starer
Joanne Starer es una guionista de cómic estadounidense, conocida por su trabajo en las series de DC Comics Harley Quinn y Fire & Ice: Welcome to Smallville, así como por las miniseries de cómic Sirens of the City y The Gimmick y la novela gráfica Total Suplex of the Heart.

## Carrera
Starer se dio a conocer a un público más amplio a la miniserie de fantasía urbana Sirens of the City, publicada por la editorial Boom! Studios, cuyo primer número salió a la venta en Estados Unidos el 12 de julio de 2023.
En 2023 comenzó a trabajar para la editorial DC Comics, escribiendo la serie Fire & Ice: Welcome to Smallville, dibujada por Natacha Bustos, y que sigue las aventuras de las superheroínas de la Liga de la Justicia Internacional, Fuego y Hielo, tras mudarse a Smallville, marcando a su vez la primera serie en solitario de estos personajes. Trabajando para DC escribió también una de las dos historias de Harley Quinn #42, con arte de Marcial Toledano Vargas, mientras que la primera historia estuvo guionizada por Tini Howard. Gusta también una historia corta para el número 25 de la serie mensual de Poison Ivy, publicado el 4 de septiembre de 2024, y en el que también trabajaron profesionales como la guionista G. Willow Wilson y el artista Marcio Takara.
El 18 de junio de 2024 publicó la novela gráfica Total Suplex of the Heart, en colaboración con la dibujante Ornella Greco. La obra, de carácter dramático, sigue a una periodista llamada Ornella Greco adentrándose en el mundo del boxeo.

## Obras
- Retrovirus (Image Comics, noviembre de 2012)
- Creator-Owned Heroes #6-8 (Image Comics, noviembre de 2012 - enero de 2013)
- Triggergirl 6 (Image Comics, 1 de marzo de 2013)
- Sex and Violence #1 (Paper Films, marzo de 2013)
- Abbadon (Paper Films, 20 de octubre de 2015)
- Delete #1 (1First Comics, marzo de 2016)
- 24 Panels (Imagen Comics, antología, noviembre de 2018)
- Painkiller Jane: Trust the Universe (Paper Films, agosto de 2019)
- Chilling Adventures Presents: Weirder Mysteries (Archie Comics, noviembre de 2022)
- Happy Horror Days (Archie Comics, febrero de 2023)
- The Gimmik #1-6 (Ahoy Comics, marzo de 2023 - agosto de 2023)
- Power Girl Special (DC Comics, julio de 2023)
- Sirens of the City (Boom! Studios, julio de 2023 - enero de 2024)
- Archie Horror Presents: Chilling Adventures (Archie Comics, septiembre de 2023)
- Fire & Ice: Welcome to Smallville (DC Comics, noviembre de 2023 - abril de 2024)
- Total Suplex of the Heart (Life Drawn, 18 de junio de 2024)[7]
- Harley Quinn #42 (DC Comics, septiembre de 2024)